# Giorgio Gentili (Regisseur)
Giorgio Gentili (* 1928 in Rom) ist ein italienischer Regieassistent.

## Leben
Gentili begann in der Filmindustrie als Produktionssekretär in jungen Jahren; ab 1959 war er regelmäßig Regieassistent für einige Regisseure. Zwischen 1966 und 1972 arbeitete er oftmals mit Carlo Lizzani zusammen. In dieser Zeitspanne entstanden auch die Filme, die Gentili wohl inszeniert hat, die aber offiziell dem US-amerikanischen Fernsehregisseur Stanley Prager zugeschrieben werden: Der kuriose Zwei Nummern zu groß, in dem Dustin Hoffman debütierte, sowie Bang Bang Kid. Nach Ende der 1970er Jahre scheint Gentili das Filmgeschäft verlassen zu haben. Manche Quellen schreiben Gentili auch die Regie des Italowesterns Sledge (1970) zu, für den er jedoch nur als Assistent beteiligt war.